# Cortia staintoniana
Cortia staintoniana är en flockblommig växtart som beskrevs av Farille och S.B.Malla. Cortia staintoniana ingår i släktet Cortia och familjen flockblommiga växter. Inga underarter finns listade i Catalogue of Life.